# Wiesław Janusz Mikulski

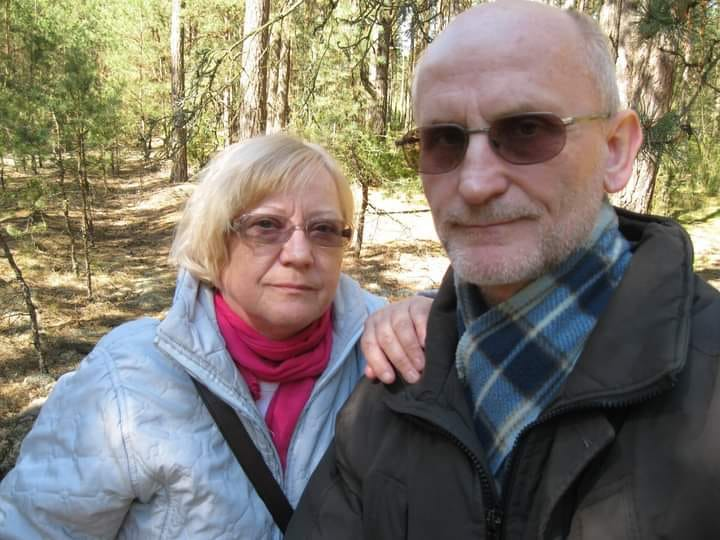
Poeta ze swoją żoną Janiną Żanetą Mikulską w dniu 1 maja 2017

Wiesław Janusz Mikulski (ur. 12 lipca 1959 w Ostrołęce) – polski poeta.

## Życiorys
Ukończył teologię w Akademii Teologii Katolickiej w Warszawie (dzisiejszy Uniwersytet Kardynała Stefana Wyszyńskiego), studia podyplomowe filologii polskiej o specjalności nauczycielskiej w Wyższej Szkole Humanistycznej im. Aleksandra Gieysztora w Pułtusku (dzisiejsza Akademia Humanistyczna im. A. Gieysztora) oraz bibliotekarstwo w Państwowym Studium Kulturalno-Oświatowym i Bibliotekarskim w Ciechanowie.
W latach 1987–1992 pracował jako bibliotekarz w Wojewódzkiej Bibliotece Publicznej im. Wiktora Gomulickiego w Ostrołęce. Od 1992 pracuje jako nauczyciel religii równolegle w Zespole Szkół Zawodowych Nr 1 im. Józefa Psarskiego w Ostrołęce oraz w II Liceum Ogólnokształcącym im. Cypriana Kamila Norwida w Ostrołęce (do 1994).  Od 1994 do 2014 roku naucza jako katecheta oraz polonista w Zespole Szkół Zawodowych Nr 4 im. Adama Chętnika w Ostrołęce.
Debiutował jako poeta 2 sierpnia 1992 roku na łamach „Zielonego Sztandaru”.
Poezje Mikulskiego były publikowane w kilkuset pismach krajowych i polonijnych, m.in. w „POEZJI dzisiaj” /Warszawa/, w „Magazynie Literackim” /Warszawa/, w „Twórczości” /Warszawa/. Twórczość Mikulskiego była prezentowana m.in. na antenie Radia Polonia (Warszawa), Radia Maryja (Toruń), Radia Alfa (Kraków), Katolickiego Radia Warszawa, Radia Rezonans (Sosnowiec), Radia Łódź S.A., Katolickiego Radia As (Szczecin), Radia Emaus (Łódź).
Wiesław J. Mikulski jest publicystą wielu pism (także w wersji internetowej), m.in. korespondentem „Głosu Katolickiego”, tygodnika diecezji łomżyńskiej. Otrzymał od redaktora naczelnego tygodnika ogólnopolskiego „Niedziela” medal „Mater Verbi”.
Jest członkiem Związku Literatów Polskich oraz Związku Literatów na Mazowszu.

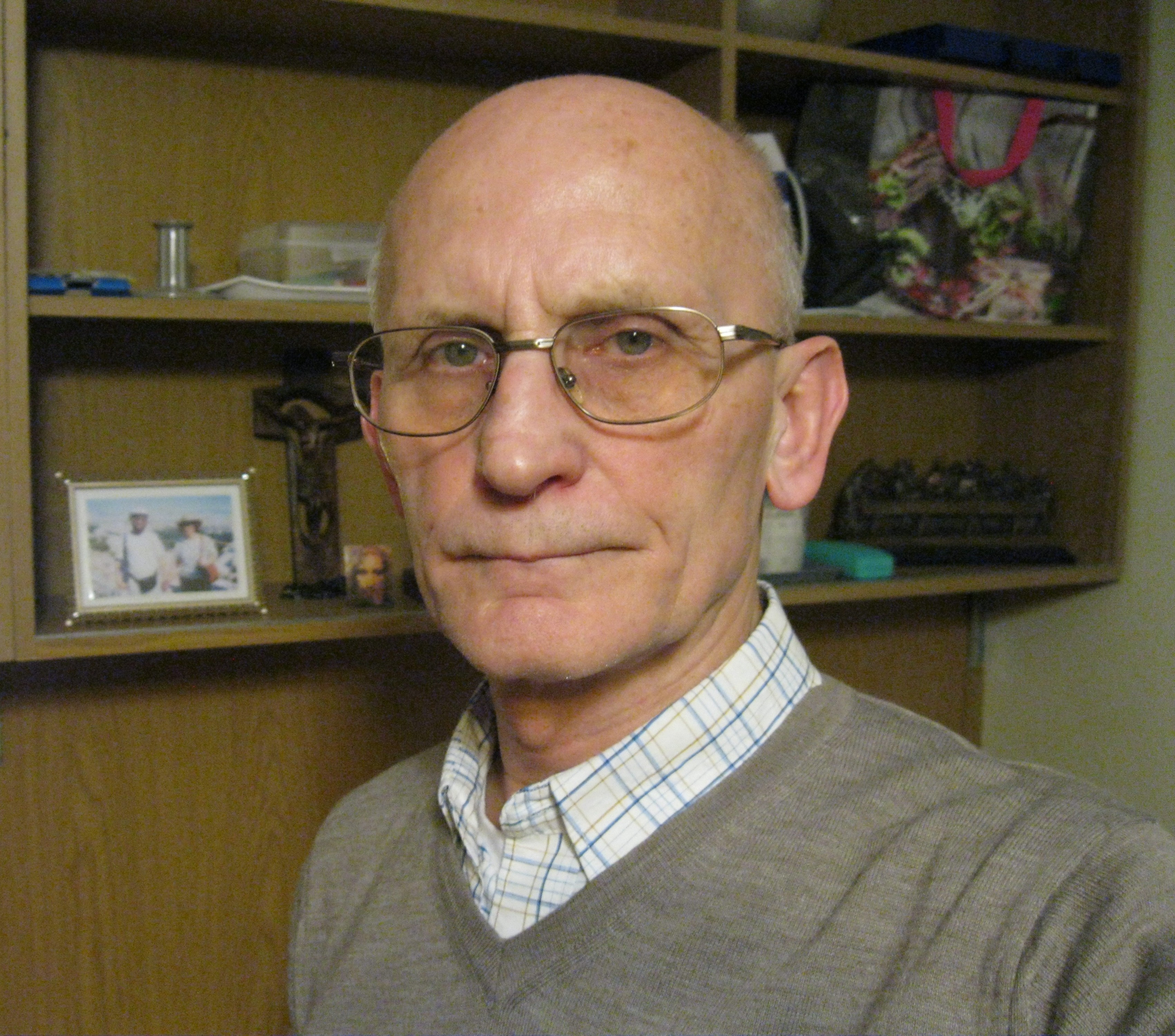
Fotografia poety z 5 kwietnia 2025 r.

Został odznaczony przez Prezydenta Rzeczypospolitej Polskiej Srebrnym Krzyżem Zasługi oraz przez ministra edukacji narodowej – Medalem Komisji Edukacji Narodowej. Minister kultury i dziedzictwa narodowego przyznał poecie Nagrodę za osiągnięcia twórcze oraz odznakę honorową „Zasłużony dla Kultury Polskiej”. Otrzymał Nagrodę Zarządu Miasta Ostrołęki oraz odznakę honorową „Za zasługi dla miasta Ostrołęki”.                                                                       

## Twórczość
Dotychczas ukazały się samodzielne zbiory wierszy Mikulskiego:
- Ikar (1995),
- Dotykanie nieba (1997),
- Opadanie czasu (2000),
- Krajobrazy ciszy (2002),
- Dotyk Twojej miłości (2008),
- Kielich jesieni (2008),
- Nadzieja i czas (2010),
- Brzegi wieczności (2011),
- Poetyckie dzwony. Wiersze wybrane z lat 1992–2015 (2015),
- Czas pełen Ciebie (2017),
- Aforyzmy i wiersze (z lat 1992–2018) (2018),
- Granice czasu. Aforyzmy i wiersze najnowsze (2019),
- Morze jesiennego słońca: wiersze i aforyzmy najnowsze i odnalezione: sens życia - przemijanie - wieczność (2024).

W. J. Mikulski jest współautorem wielu antologii poezji, m.in.:
- A Duch wieje kędy chce… (Lublin 1994);
- Modlitwy znane i na nowo odkryte (Kraków 1996);
- Miłość jak ziarno odwagi. Antologia poezji religijnej (Białystok 2000);
- Ogrody przeobrażeń (Łódź 2001);
- Tom VIII Antologii Poezji Emigrantów (USA 2001);
- Krzyż – Drzewo Kwitnące (Warszawa 2002);
- Furtka słońca… (Bydgoszcz 2004);
- Antologia Contemporary Writers of Poland (Nowy Jork 2005; tłum. Danuty Mieczkowskiej na j. angielski);
- Tu się tylko gościem jest, tam się do domu powraca. Śmierć i wieczność w polskiej poezji współczesnej. Antologia Kraków 2005;
- Wieczność nie ma kalendarza. Epigramat w polskiej liryce religijnej 1939–2005. Antologia Kraków 2006;
- POSTscriptum. Antologia (Kraków 2008);
- ANTOLOGIA POEZJI Grupy Młodych Artystów i Literatów (Łódź 2008);
- Poetycka Poczta (Kielce 2008);
- Poeci z ulicy Tuwima w Łodzi (Łódź 2020);
- Na krawędzi. XX jubileuszowa międzynarodowa antologia (Warszawa 2023);
- Zatrzymania. XXI Międzynarodowa Antologia (Warszawa 2024).

Jest też autorem książek:
- 35 lat naszej wspólnej drogi. Monografia Zespołu Szkół Zawodowych Nr 4 im. Adama Chętnika w Ostrołęce (1968–2003) zarys monograficzny, Ostrołęka 2002;
- Dzieje ostrołęckiej <<Czwórki>>. Monografia Zespołu Szkół Zawodowych Nr 4 im. Adama Chętnika w Ostrołęce (1968–2005), Ostrołęka 2007.